# Sylvie Riedle
Sylvie Riedle (Gorze, 22 februari 1969) is een wielrenner uit Frankrijk.
In de Ronde van Italië voor vrouwen 1997 won Riedle de achtste etappe, en dat jaar werd zij Frans nationaal kampioene op de weg.